# Temple expiatoire du Christ-Roi
Pour les articles homonymes, voir Basilique Notre-Dame de Guadalupe (homonymie).
Le Temple expiatoire du Christ-Roi ((es) Templo Expiatorio a Cristo Rey) aussi connu sous le nom de la Vieille Basilique de Notre-Dame de Guadalupe, est une basilique catholique consacrée à la Vierge de Guadalupe, située dans le sanctuaire marial de Notre-Dame de Guadalupe, au nord de Mexico (Mexique).
Cette église a été construite spécifiquement pour recueillir et exposer la relique de l'image de Notre-Dame de Guadalupe. En 1749 elle reçoit le titre de « collégiale », et en 1904 le pape Pie X l'élève au rang de basilique mineure. L'église est le lieu d'événements historiques pour le pays comme la signature du traité de Guadalupe Hidalgo mettant fin à la guerre américano-mexicaine en 1848, ou le couronnement canonique de la Vierge de Guadalupe en 1895, et même un attentat contre l'image de la Vierge en 1921.
Déstabilisée dans sa structure à la suite de la construction du couvent des capucines en 1797 (et par un sol trop meuble), l'édifice subit plusieurs restaurations (1895, 1938 et 1979). Certaines restaurations ont amené des modifications notables dans la structure du bâtiment (extension vers le nord de l'église, relèvement du transept, création d'un dôme). La dernière phase de travaux en 1979 A entrainé la fermeture complète du bâtiment jusqu'en 2000 où il a pu être remis en service, bien que les travaux de restauration ne soient toujours pas terminés. Depuis la construction de la nouvelle basilique, cette église a été renommée en Temple expiatoire du Christ-Roi, mais elle reste connue sous le nom de la Vieille Basilique.
Construite dans le style baroque, et faisant 77 m de long par 37 de large et 30 m de haut, c'est au début du XVIIIe siècle la plus grande et la plus somptueuse église construite en l'honneur de la Vierge Marie de tout le Mexique. La restauration faite à la fin du XIXe siècle redécore le sanctuaire dans un style néoclassique. Les diverses restaurations du bâtiment ont amené des changements successifs dans le mobilier de l'église. Certains éléments du mobilier retirés ont été préservés et installés dans la chapelle ou la sacristie de l'église. À l'occasion de la première restauration, six grandes toiles ont été réalisées pour présenter l'histoire de la dévotion à la Vierge de Guadalupe. Ces toiles ont été restaurées en 2000.

## Historique

### Construction

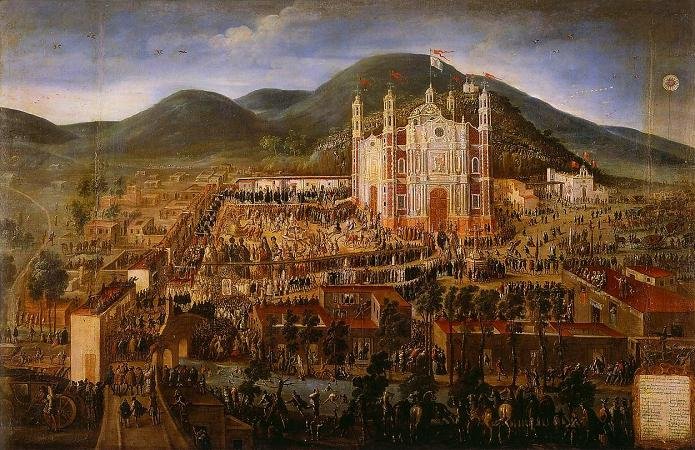
Translation de l'image et dédicace du sanctuaire (1709).

En 1694, la construction d'une nouvelle église est décidée par l'archevêque Francisco de Aguiar y Seijas (es). Elle est construite par l'architecte Pedro de Arrieta (es) pour un coût de 715 000 pesos, obtenue par des aumônes, et de riches donations.
Sa construction débute en mars 1695. L'église est consacrée le 27 avril 1709, et le 30 avril, l'image de Notre-Dame de Guadalupe est transportée dans sa nouvelle église et officiellement installée. Le 1er mai, l'église ouvre ses portes par une neuvaine solennelle. C'est la plus grande et la plus somptueuse église du Mexique qui soit construite en l'honneur de la Vierge Marie. Dans le cœur se trouve un autel en argent, avec les statues de Juan Diego et de Juan de Zumarraga. L'image de Notre-Dame de Guadalupe surmonte l'autel et est abrité par un immense baldaquin. La place située devant l'église peut accueillir un demi million de personnes,,.
En 1749, après l'installation d'un chapitre de religieux affectés à cette église, le pape Benoît XIV élève l'église au rang de « collégiale »,, et l'église reçoit le titre de « Très insigne et Collégiale royale de Notre-Dame de Guadalupe ».

### Première restauration (1895)

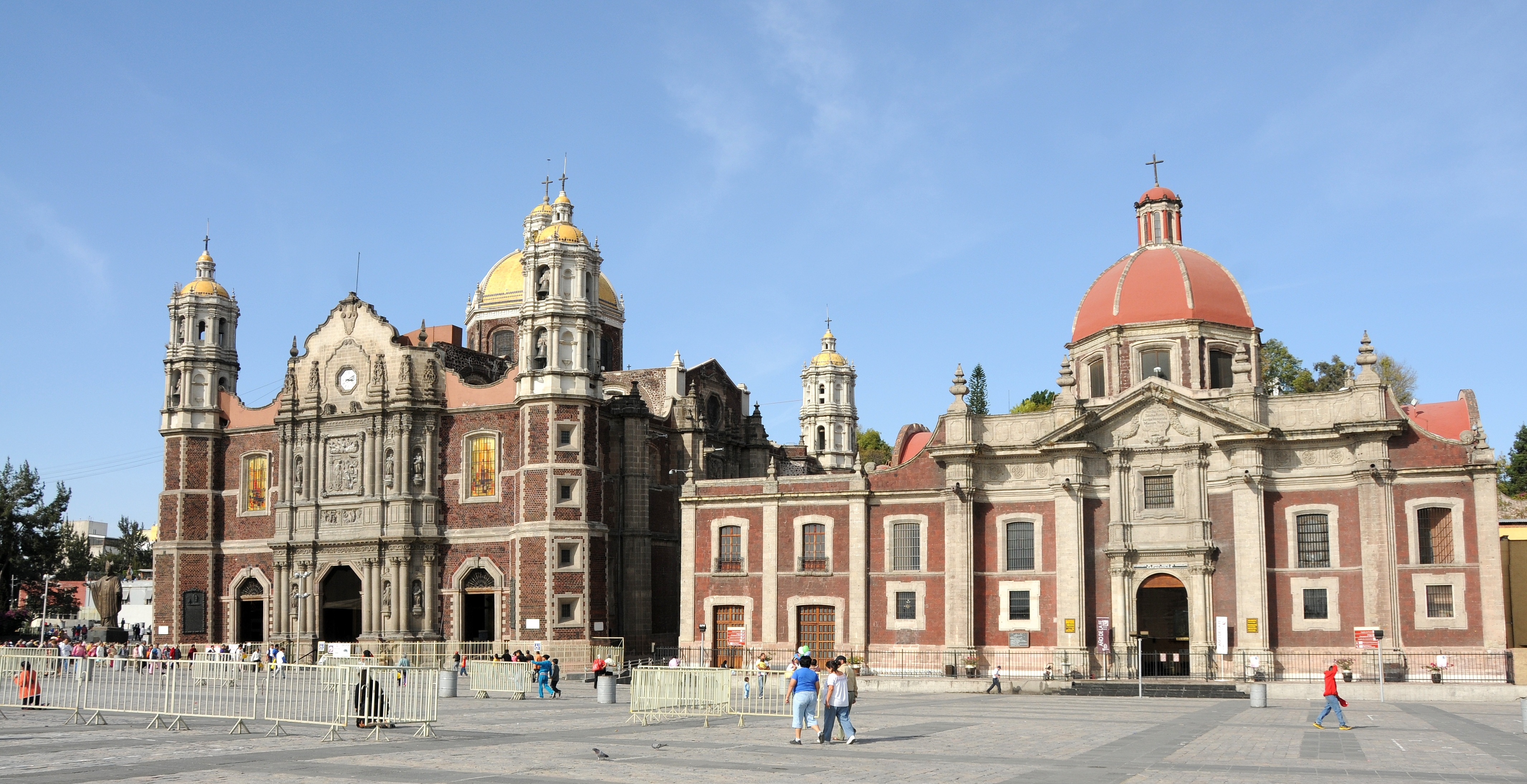
L'église, et le couvent des capucines à droite.

Au début du XIXe siècle, en raison de la construction du couvent des Capucines, la collégiale subit de graves dommages aux murs et aux voûtes. Il fallut donc réparer les dégâts et, à cette occasion, redécorer le sanctuaire dans un style néoclassique, le style baroque étant finissant. Les travaux du sanctuaires, débutés vers l'an 1804 et se sont terminés en 1836. Entre 1810 et 1822, les travaux ont été suspendus en raison de la guerre d'indépendance. Le projet de restauration, conçu par Agustín Paz, a été exécuté par l'architecte néoclassiciste Manuel Tolsá (es).
Le 2 février 1848, le traité de Guadalupe Hidalgo mettant fin à la guerre américano-mexicaine est signé dans la collégiale par les autorités mexicaines et américaines.

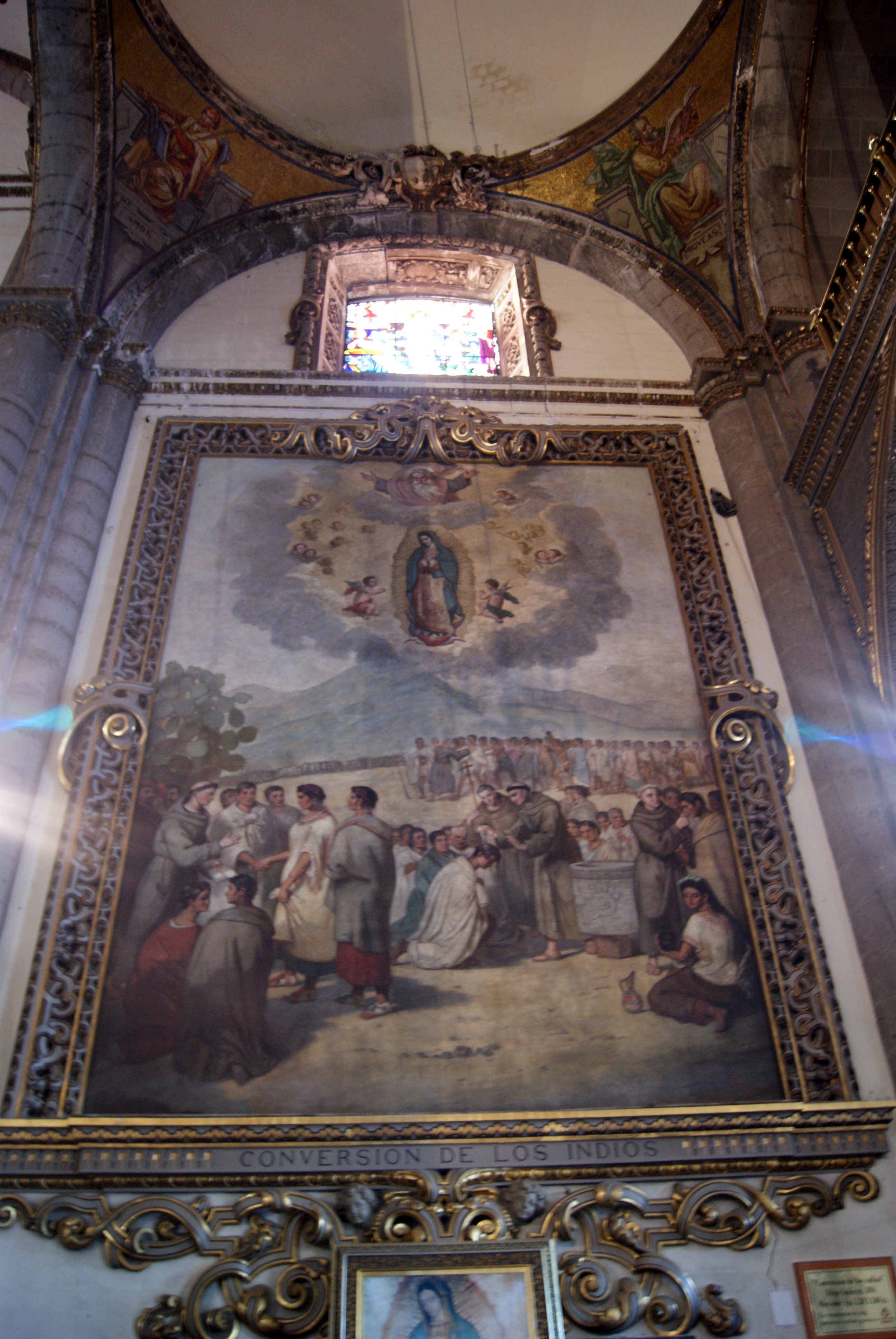
Une des peintures monumentales décorant l'église. Ici la conversion des indiens.

Entre 1887 et 1895, à l'occasion du couronnement canonique de l'image de Notre-Dame de Guadalupe par Léon XIII , le bâtiment fut soumis à d'importants travaux de conservation, car sa structure avait été endommagée par le temps. Parmi les travaux figuraient le déplacement des stalles du chœur de chanoines et la mise en place d'un retable en marbre de Carrare, accompagné d'un baldaquin de colonnes de granit écossais (de quatre tonnes chacune) avec des sculptures d'archanges en bronze. Une extension du bâtiment dans la partie nord a été réalisée, en réajustant les zones du chapitre et de la sacristie. Des peintures monumentales ont été placées sur les murs représentant les événements de Guadalupe, dont quatre sont particulièrement grandes. Les travaux furent achevés le 12 octobre 1895.
Une fois les travaux terminés, la Vierge de Guadalupe fut couronnée solennellement en 1895 par Próspero María Alarcón y Sánchez de la Barquera (es), archevêque de Mexico, accompagné d'autres évêques du Mexique.
En 1904, la collégiale est élevée au rang de basilique par le Pape Pie X. Durant la guerre des Cristeros, le 14 novembre 1921, une bombe est placée sur l'autel principal, juste sous l'image de la Vierge de Guadalupe, dans le but de détruire l'image sacrée,. L'explosion cause des dommages à l'autel (et encore davantage aux vitraux), pliant un crucifix de bronze, mais la précieuse relique (située juste au-dessus de la bombe) reste indemne. En raison de cet événement, l’image fut remplacée par une copie fidèle, et l'originale protégée dans la maison de pieux fidèles. Elle ne fut ramenée dans l'église qu’en 1929. En mémoire de cet événement, une médaille de bronze à l'image du Christ a été placé sur le lieu de l'attentat, comme témoignage de cet évènement. Du fait des persécutions religieuses (organisées par le gouvernement), l'église ferme ses portes en 1926 et n'est rouverte au culte en 1929.

### Seconde restauration (1938)

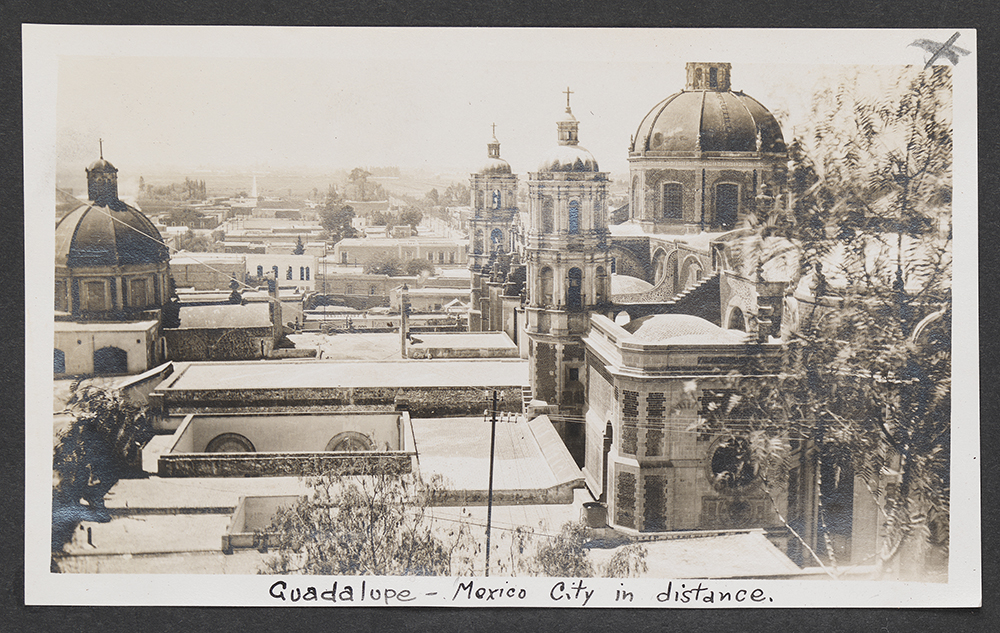
La basilique en 1911.

À son ouverture, une série de travaux de conservation et de restauration sont organisés pour réparer les voutes endommagées. Outre la réforme architecturale dans son intérieur conçue par l'architecte Luis G. Olvera, l'intérieur est entièrement rénové en retirant l'autel et en étendant la nef principale (pour cela on procède au retrait du retable en marbre et du baldaquin afin d'augmenter l'espace disponible pour les fidèles). Le transept est reconstruit plus haut que l’original, afin de protéger les deux orgues et de construire en son centre un dôme, qui permet d'éclairer le presbytère.
La voûte de la coupole est revêtue de mosaïque vénitienne, œuvre de Bartolomé Galotti, qui a également conçu les coquilles Saint-Jacques du dôme central et les coquilles Saint-Jacques des quatre voûtes.
Une partie des stalles de la collégiale sont déplacées dans le presbytère. Pour entrer dans le presbytère, un grand escalier a été construit avec à chaque extrémité deux aigles en bronze. L'architecte Luis G. Olver redessine également les encadrements des peintures ainsi que les peintures ornementales de style néo-baroque que l'on trouve sur les voûtes et les murs.

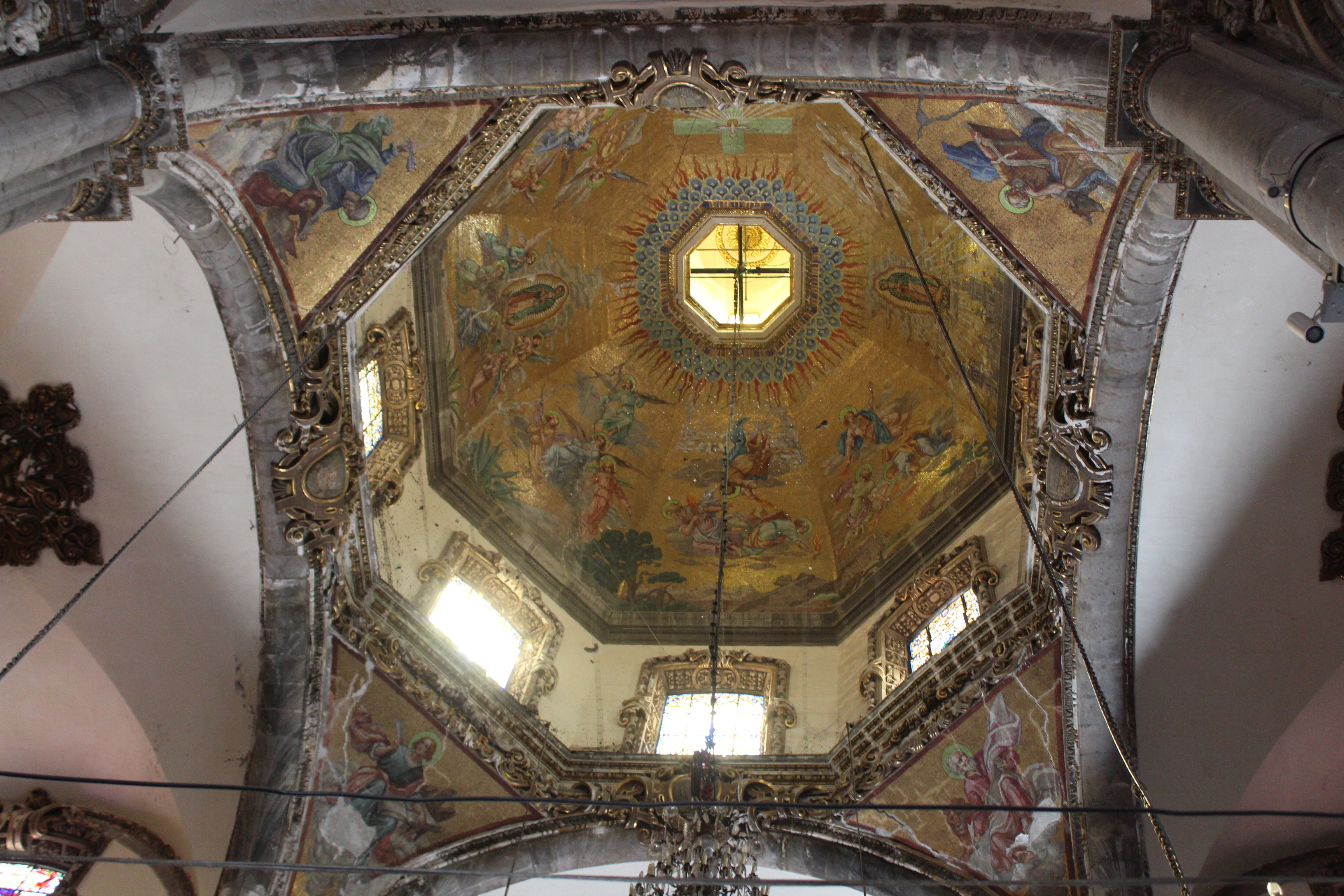
Coupole de la basilique.

Au fond de l'abside, un nouvel orgue monumental de la maison Wurlitzer (d'origine allemande) est installé, grâce à une donation. Le plancher en bois est remplacé par du marbre. Dans chacune des fenêtres, un vitrail a été réalisé par la maison Victor-Marco et offert par la société mexicaine de l'époque. Chacun des vitraux représente un passage de l'évangile dans lequel apparaît la Vierge Marie.
La chapelle du sanctuaire a également été redécorée dans le nouveau style de la basilique. Le plafond à caissons est remplacé par trois voûtes décorées de fresques et de médaillons.
Sur l'autel est placé un tabernacle d'argent ciselé et fondu reproduisant la façade du couvent de Saint-Augustin, à Acolman. Un retable a été inclus dans la zone de l'abside qui abrite une partie de ce que les croyants catholiques considèrent comme le « trésor spirituel de la basilique » : des reliques des lieux saints et des différents saints de l'Église catholique. La collection met en lumière une relique particulière : une écharde de la Vraie Croix. Les travaux sont achevés en octobre 1938.
Mais ces nouveaux travaux entrainent davantage de dommages structurels en raison d'affaissements inégaux des murs et piliers porteurs.

### Fermeture et nouvelle restauration (1979-2000)
Au milieu du XXe siècle, la basilique menaçait de s'effondrer en raison du sol très meuble et du poids du bâtiment, auxquels s’ajoutait un espace insuffisant pour accueillir les grandes foules lors des pèlerinages. Cela a poussé à la fermeture de l'édifice et la construction d'une nouvelle église plus grande.
Le 12 décembre 1974, l'archevêque de Mexico, Miguel Darío Miranda y Gómez, bénit et pose la première pierre d'une nouvelle église. L'église est consacrée solennellement le 12 octobre 1976, et l'image de la Vierge est transférée dans la nouvelle église. L'ancienne basilique de « Sainte-Marie de Guadalupe » ferme ses portes durant 24 ans.
En 1979, l’INAH (Institut national d'anthropologie et d'histoire), le Conseil National pour la Culture et les Arts (es) et la Conférence de l'épiscopat mexicain lancent un projet de restauration visant à éviter la perte du bâtiment. Ce projet, à l'instar du projet de récupération de la cathédrale métropolitaine de Mexico et de la tour de Pise (Italie), consiste à empêcher la chute de bâtiments, aux structures lourdes, du fait de sols trop meubles, et qui subissent un enfoncement non uniforme. Puis il faut soulever lentement la structure avec des vérins hydrauliques et remplacer ensuite le sol meuble par des pieux en béton. Bien que ce projet de relèvement ne se soit pas terminé dans son intégralité, sa première et principale étape s'est terminée en 2000, juste à temps pour célébrer le jubilé.

### Remise en service

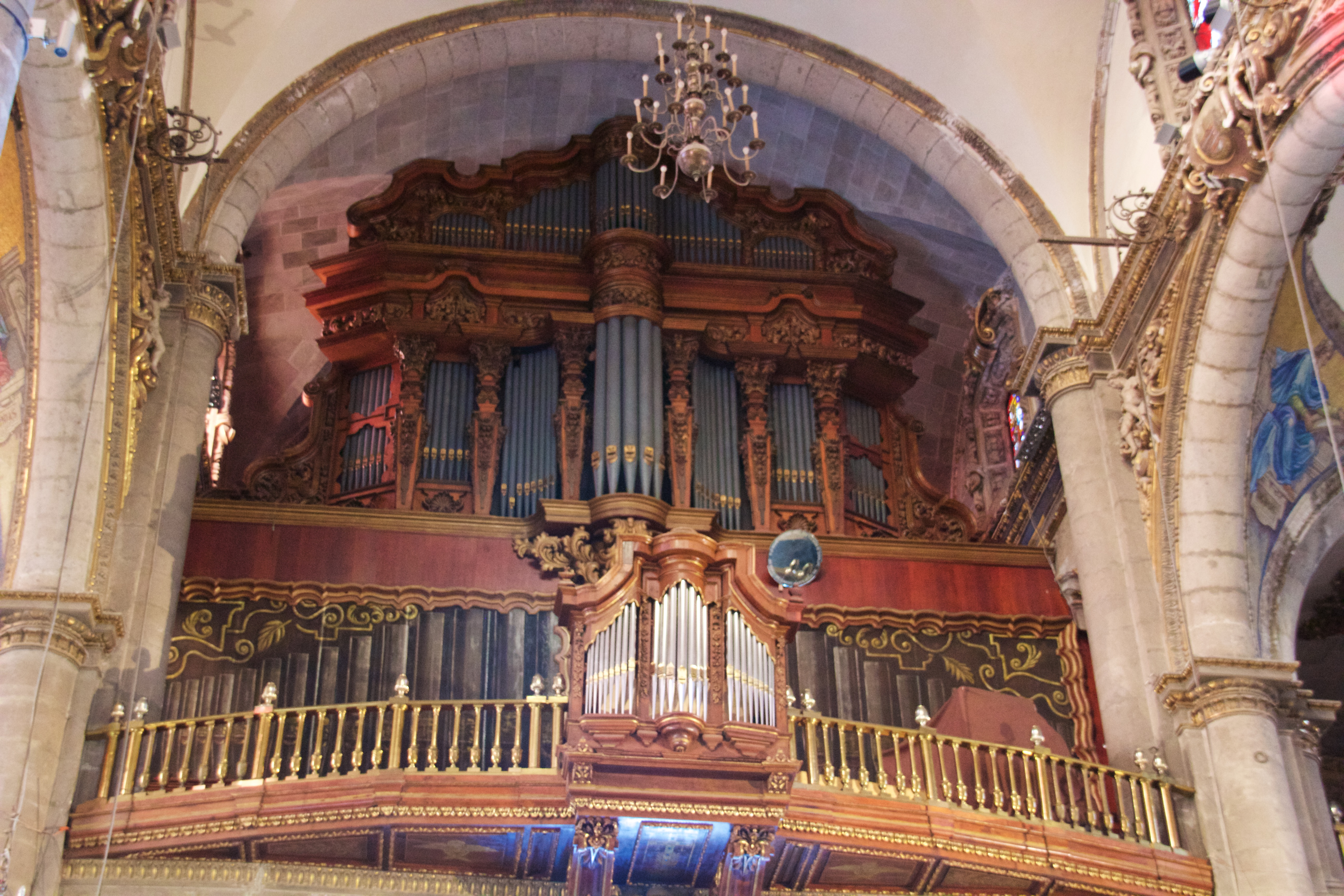
L'orgue de Würlitzer (1931).

En 2000, l'ancienne basilique, qui porte désormais le nom de « Temple expiatoire du Christ-Roi » ((es) Templo Expiatorio a Cristo Rey), a été rouverte aux visiteurs dans le cadre de l'Année sainte et du Congrès eucharistique national, qui s'est tenu à Mexico. Dans l'église, le Saint sacrement est exposé en continu.
Aujourd'hui, le bâtiment est déjà en grande partie restauré (bien que toujours en rénovation). Les armatures de béton recouvrant huit colonnes à l'intérieur ont été retirées, un plancher de marbre de couleur vert et café semblable à celui qui s'y trouvait auparavant a été installé dans l'église et le presbytère. L'orgue de Würlitzer de 1931, resté silencieux pendant 34 ans a été restauré. La restauration et l'éclairage de la chapelle du Sanctuaire ainsi que des six peintures monumentales, les vitraux et l'horloge sont également terminés.
En 2009, pour marquer l'ouverture et la célébration du tricentenaire de la consécration, on employa le nouvel éclairage extérieur reçu par une donation.
L'église propose des activités d'évangélisation et culturelles, telles que l'enseignement du mercredi appelé les « mercredi de la communication » et des retraites mensuelles. Parmi les activités culturelles, il y a plusieurs concerts tout au long de l'année.

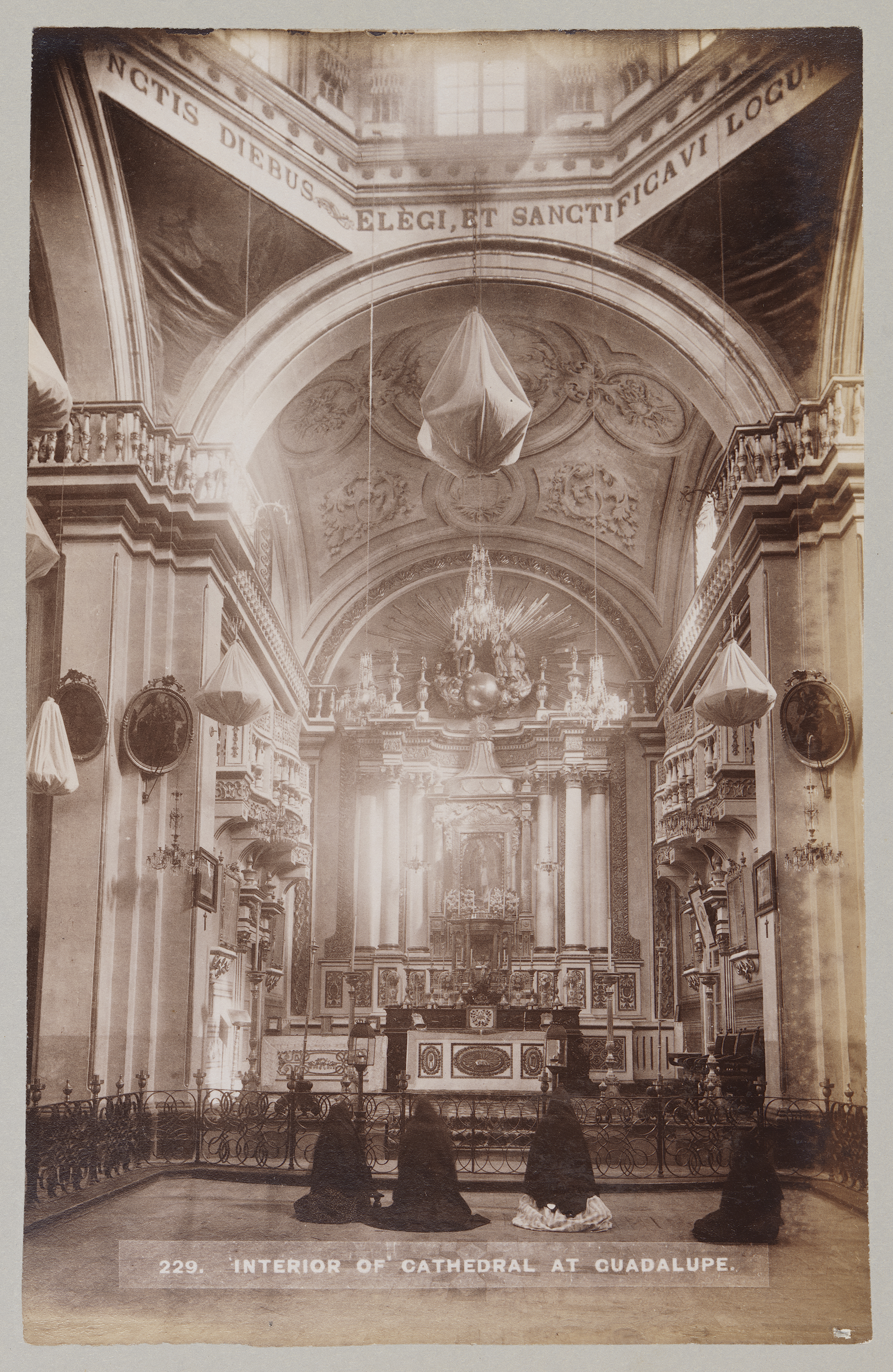
Intérieur de la basilique en 1900.
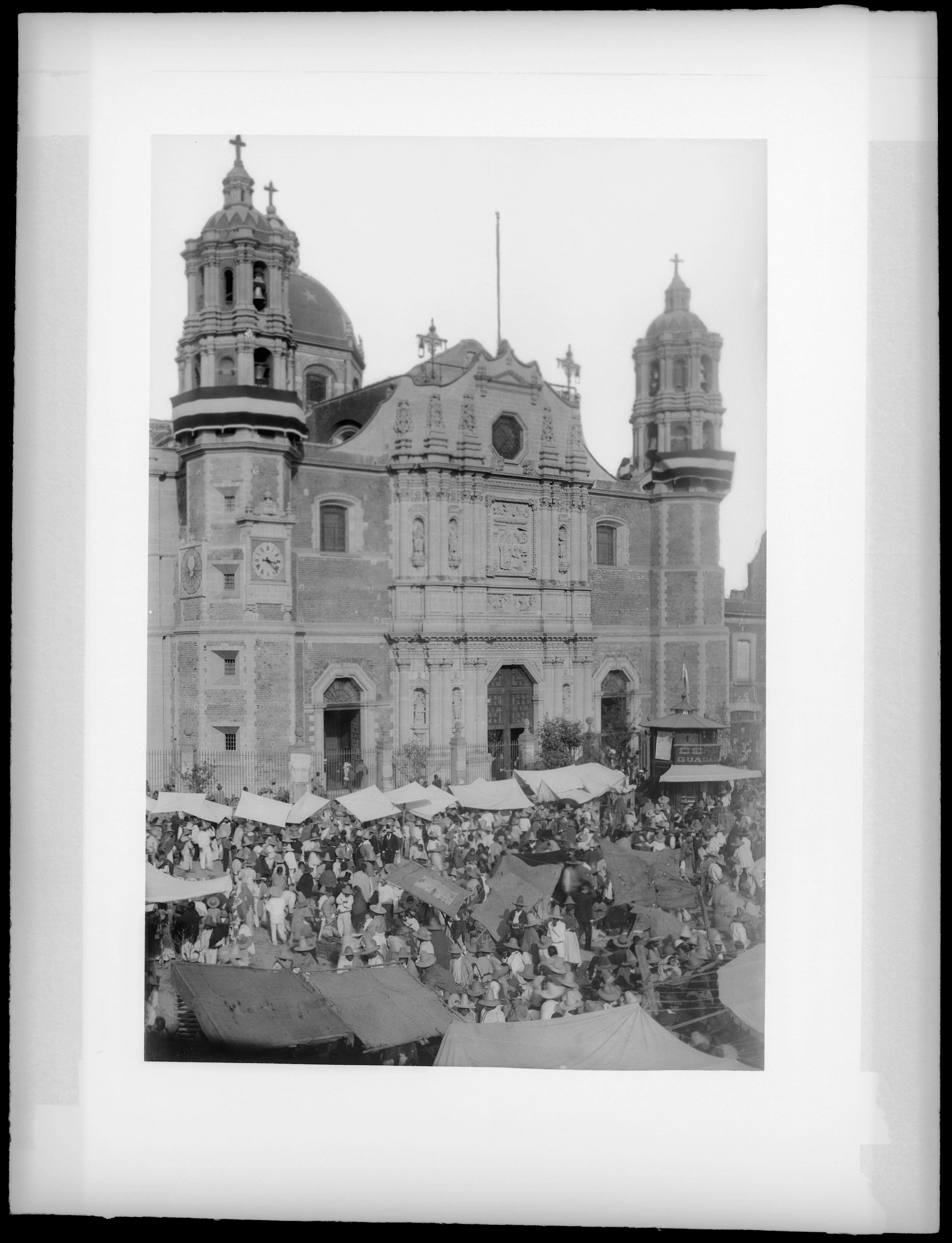
Rassemblement de pèlerins devant la basilique (vers 1900).
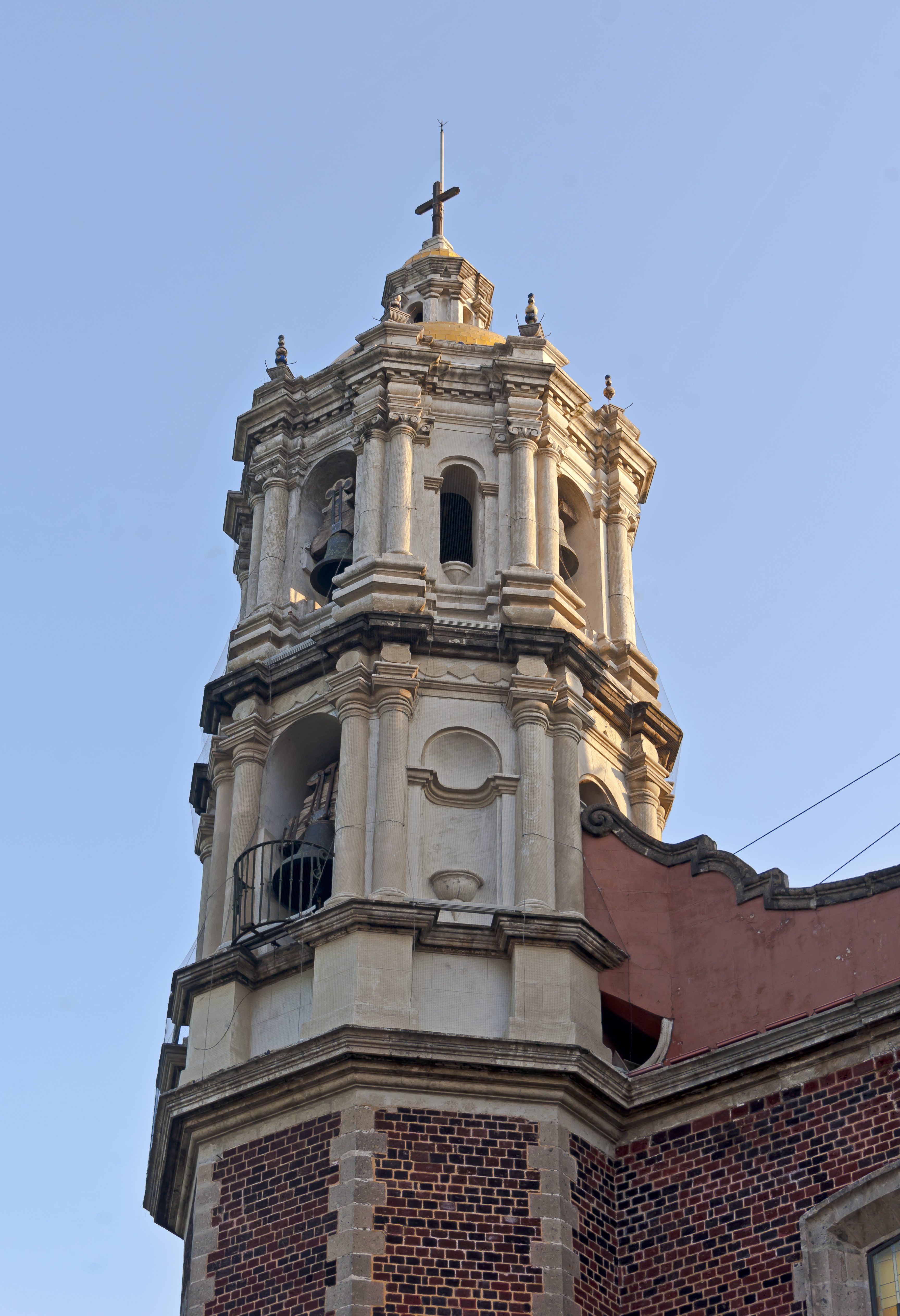
Une des tours de l'église.
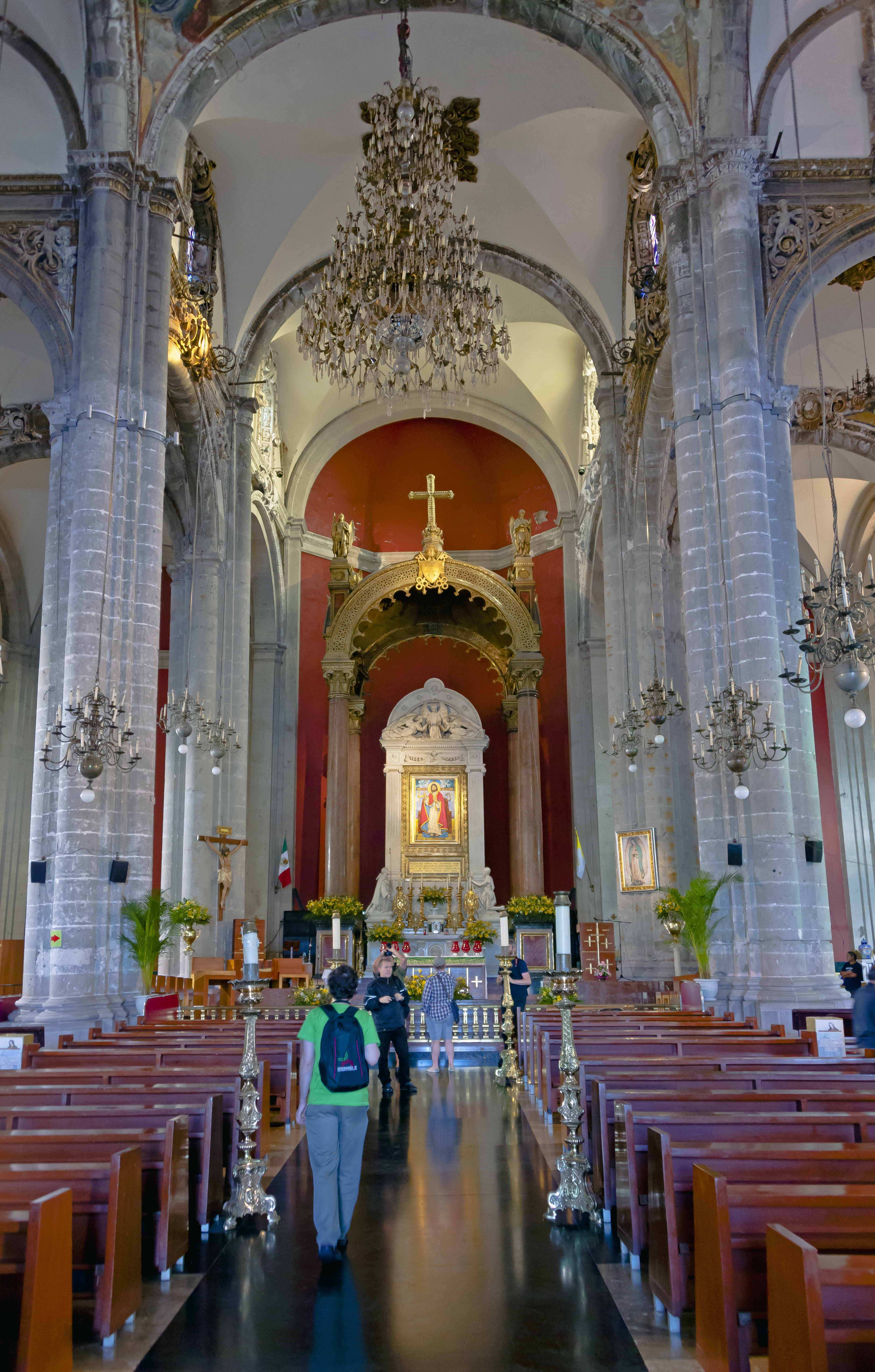
Intérieur de l'église après sa remise en service.

## Description

### L'église
La Vieille Basilique, officiellement nommée l'église expiatoire du Christ-Roi est une église construite au XVIIIe siècle dans le style baroque. Longtemps en restauration, elle a rouvert ses portes en 2000, bien que le chantier de restauration ne soit pas totalement terminé.
Cette église, construite dans le style baroque a été achevée en avril 1709. Elle a la forme d'une croix latine, et fait 77 m de long par 37 de large et 30 m de haut. L'église est encadrée par quatre tours octogonales aux quatre angles, elle possède quinze arches et une coupole octogonale. Les tours (ainsi que le dôme du transept) sont couronnées de talavera jaune à bordure bleue. Ces toitures colorées évoquent à la Nouvelle Jérusalem, la « Jérusalem dorée », mentionnée dans le livre de l'Apocalypse (Ap 21,18). À l'époque, l'image de Notre-Dame de Guadalupe surmontait l'autel principal, et elle était abrité par un immense baldaquin. Depuis 1976, la précieuse relique a été transférée dans la nouvelle basilique.
Sur la façade extérieure (la façade principale et les latérales gauche et droite), une série de sculptures présentent le récit des apparitions de la Vierge à Juan Diego. Le « miracle de la tilma », devant l'évêque Zumárraga étant représenté sur la façade principale. Sur la façade gauche (façade ouest), quatre niches abritent les statues de quatre évangélistes. La façade droite (à l'est) quatre autres niches accueillent les statues de quatre autres saints catholiques : Dominique de Guzmán, François d'Assise, Ignace de Loyola et François Xavier. La façade principale accueille elle 8 niches, avec 8 statues de saints (apôtres et personnages bibliques).

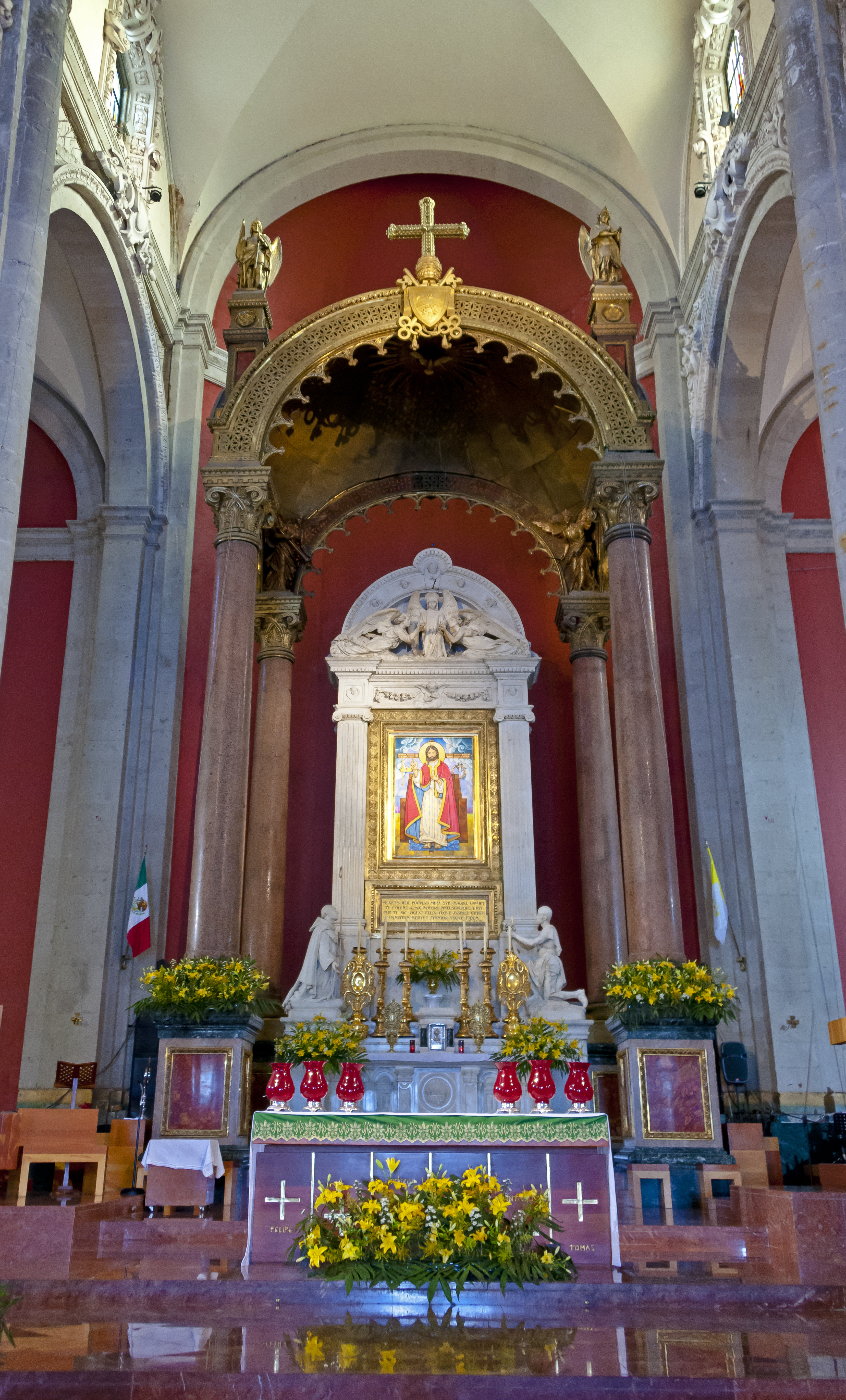
Le retable qui accueillait l'image de la Vierge, aujourd'hui avec une peinture du Christ, et son baldaquin.

Le retable de l'autel a été dessiné par Juan Agea Salome Pina et sculpté par Carlo Nicolien (en marbre blanc de Carrare) en 1895. Sur la gauche une statue de Juan de Zumárraga, et sur la droite une statue de Juan Diego regardent le cœur du retable qui accueillait à l'époque la précieuse tilma de Juan Diego. Depuis 1976, celle-ci a été translatée dans la nouvelle basilique et un tableau du Christ a été installé à la place de la relique mariale. Les peintures monumentales (six au total) qui décorent le bâtiment ont été réalisées en 1887, à l'occasion du couronnement canonique de la Vierge de Guadalupe. Ces toiles, réalisées par des artistes de l’académie royale de San Carlos au Mexique ont été offertes par différents diocèses du pays. Ces peintures sur toile représentent les grands événements liés à la dévotion à la Vierge de Guadalupe. Les toiles exposées, à des fins pédagogiques et catéchétiques, ont pour titre : Primer Milagro, Diciembre 1531 (Premier miracle, décembre 1531), La conversión de los Indios a la Fe (La conversion des Indiens à la foi), Las Informaciones de 1666 (L'enquête de 1666), La Jura del Patronato 1737 (Le serment du patronage de 1737), Non Fecit Taliter Omni Nationi (Elle n'a rien fait de tel pour aucune nation), El Breve de su Santidad León XIII (le bref de Saint Léon XIII).
Le sol de l'église et du presbytère est en marbre de couleur vert et café. Le sol actuel est le résultat de la dernière restauration (à la fin du XXe siècle), il est semblable à celui qui s'y trouvait auparavant. L'orgue monumental, œuvre de la maison Würlitzer, est daté de 1931. Il a lui aussi été restauré lors du dernier grand chantier de restauration.

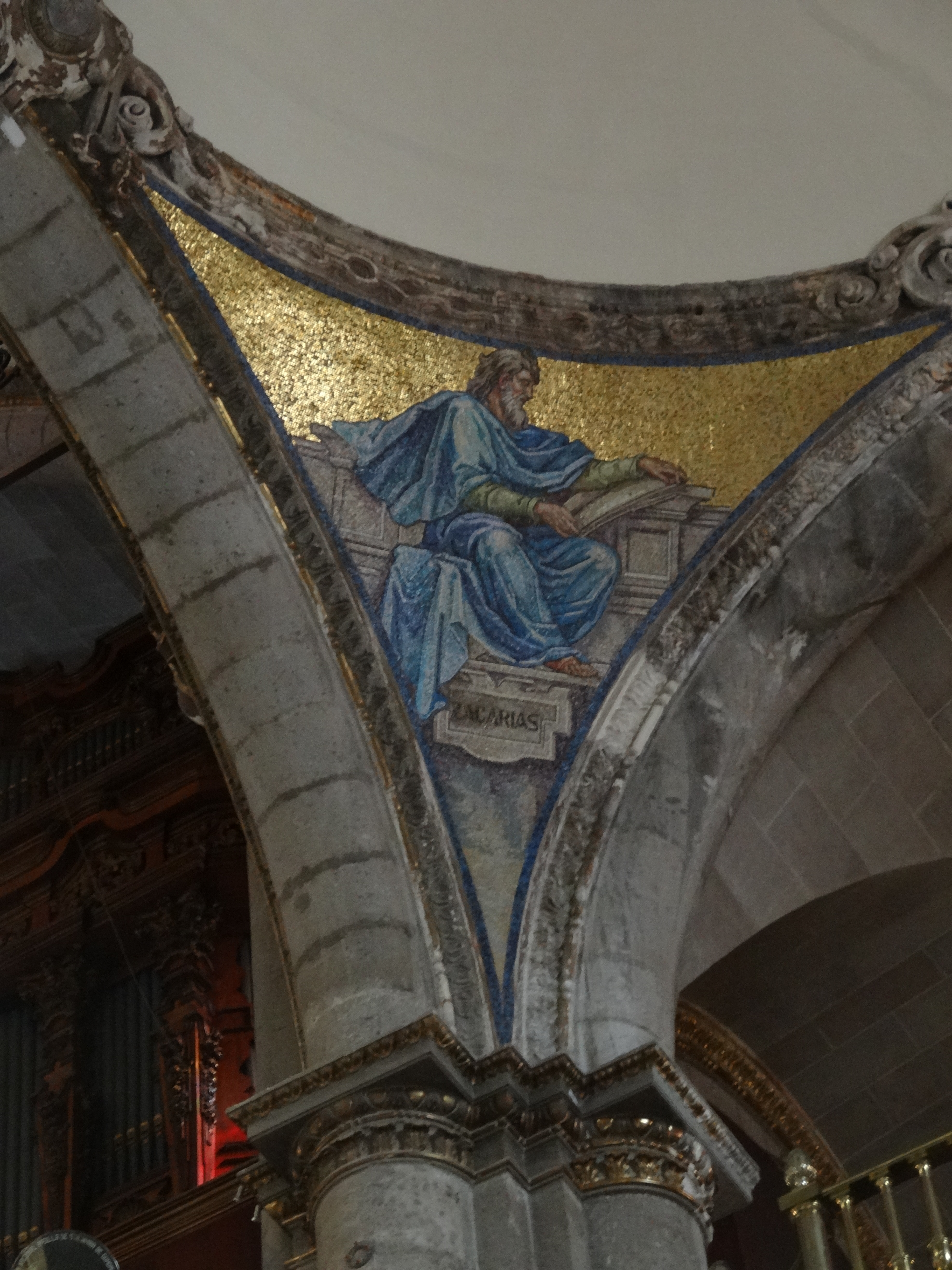
Mosaïque de Zacharie.
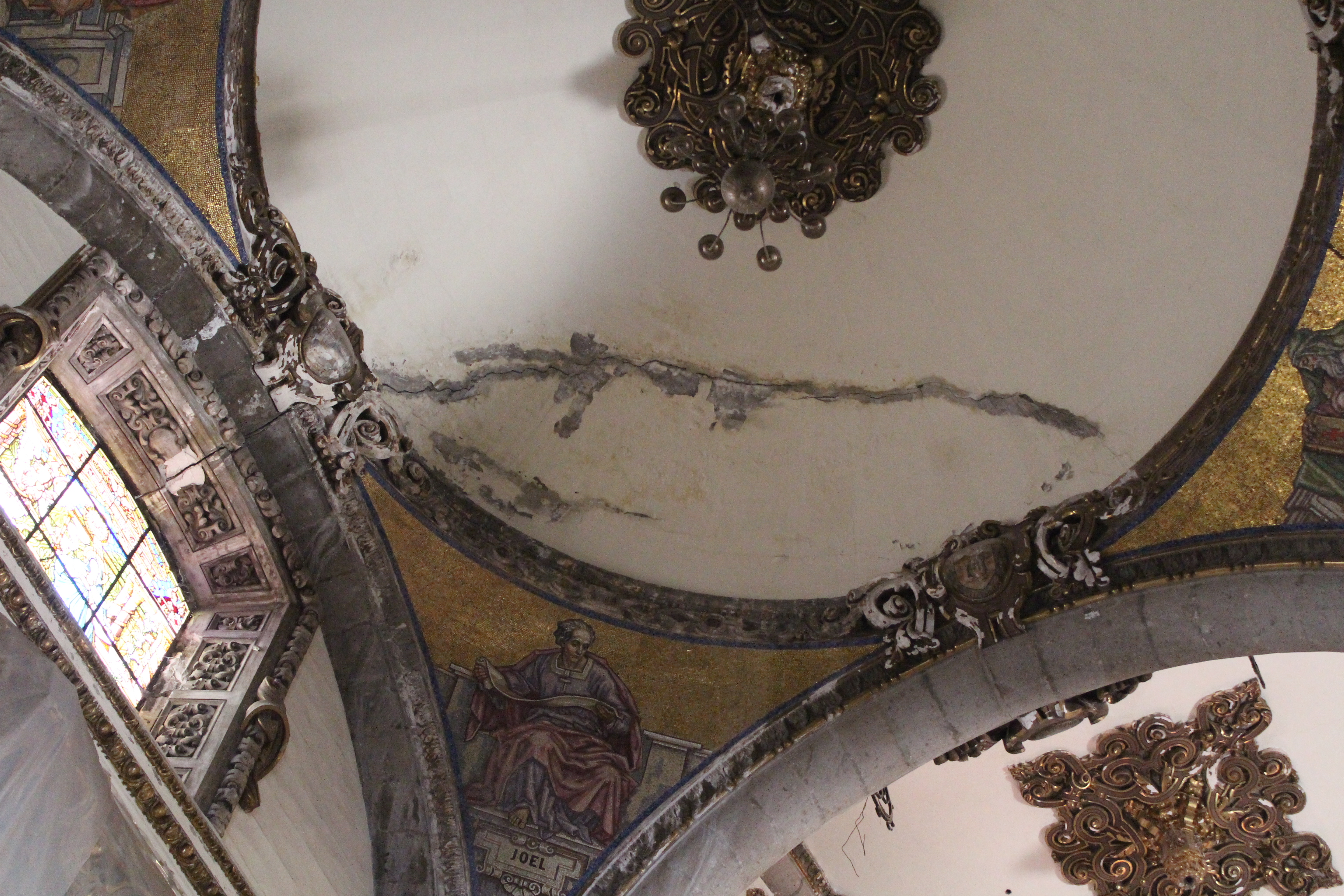
Plafond (endommagé) de la basilique
Gravure présentant l'intérieur de la basilique en 1898, après sa restauration.
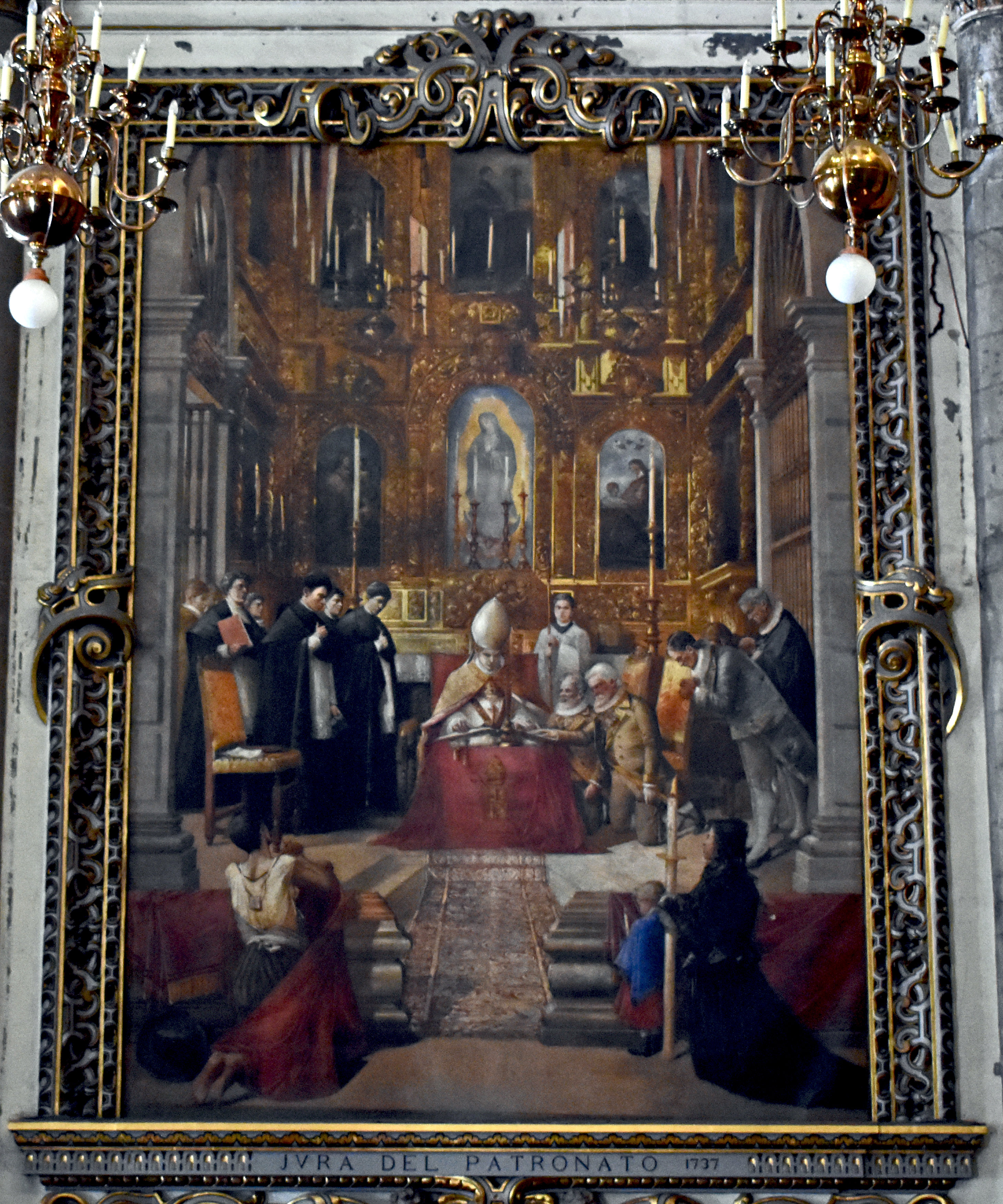
Jura del patronato 1737, œuvre de Felix Parra, XIXe siècle. Une des œuvres monumentales décorant l'église.
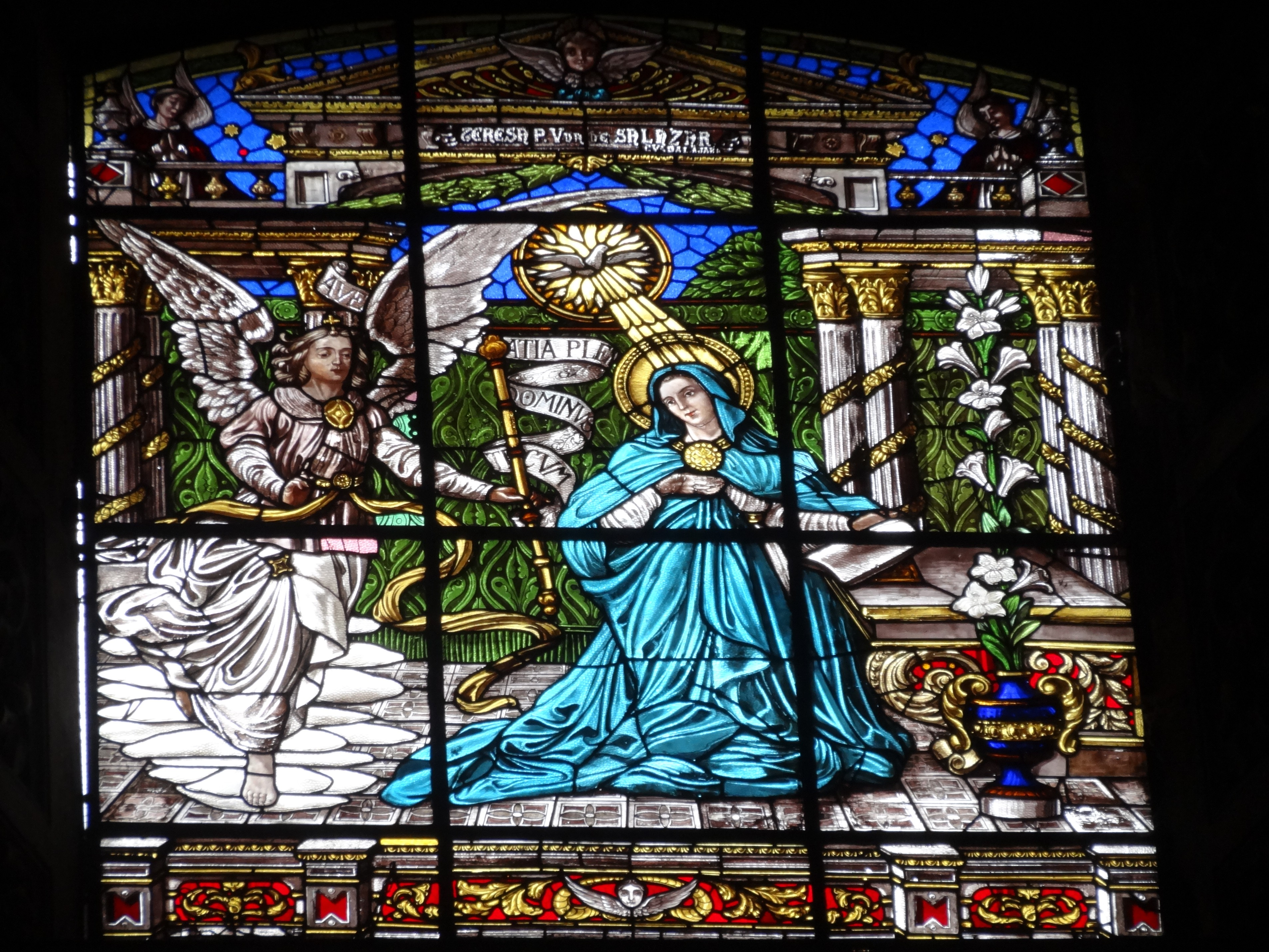
Vitrail de l'église présentant une scène biblique de la Vierge. Tableau de l'Annonciation.
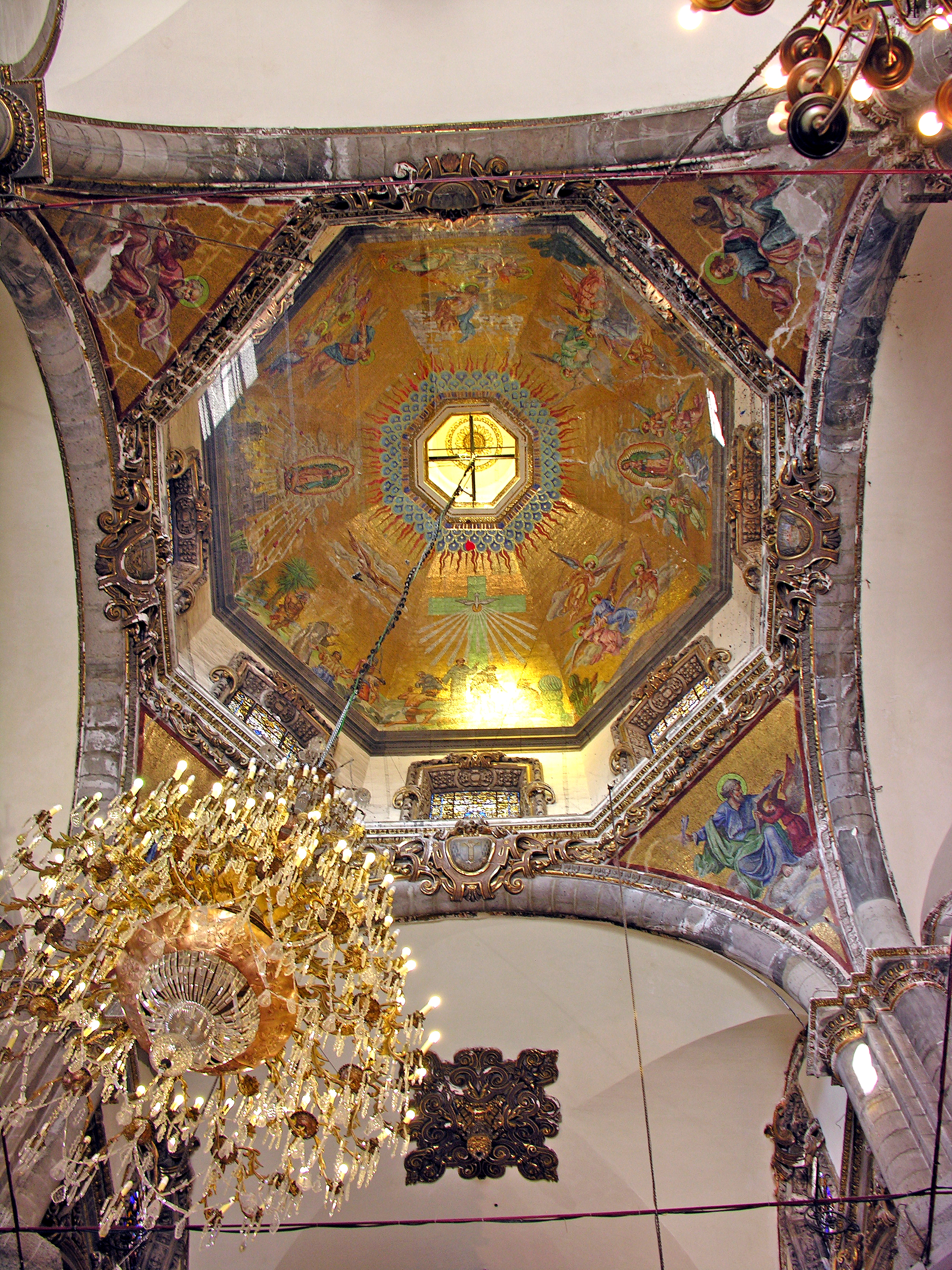
Le dôme dans le transept.

### La chapelle
La chapelle du sanctuaire est décorée dans le même style que la basilique : le plafond, composé de trois voûtes, est décoré de fresques et de médaillons.
Sur l'autel est placé un tabernacle d'argent ciselé et fondu reproduisant la façade du couvent de Saint-Augustin, à Acolman. Ce tabernacle est l’œuvre de Vicente Torres. Un retable est installé dans la zone de l'abside. Ce retable abrite une partie de ce que les croyants catholiques considèrent comme le « trésor spirituel de la basilique » : des reliques des lieux saints et des différents saints de l'Église catholique. La collection met en lumière une relique particulière : une écharde de la Vraie Croix.
Dans cette chapelle, est conservée une partie de la balustrade d'origine du XVIIIe siècle, ainsi que le chœur en bois de cèdre sculpté dans le style rococo (du XVIIIe siècle) ainsi que des morceaux de la clôture (réalisés en différents métaux) qui ont été déplacés dans cette chapelle dans les années 1960 par l'abbé Guillermo Shulemburg, après leur retrait de la basilique.

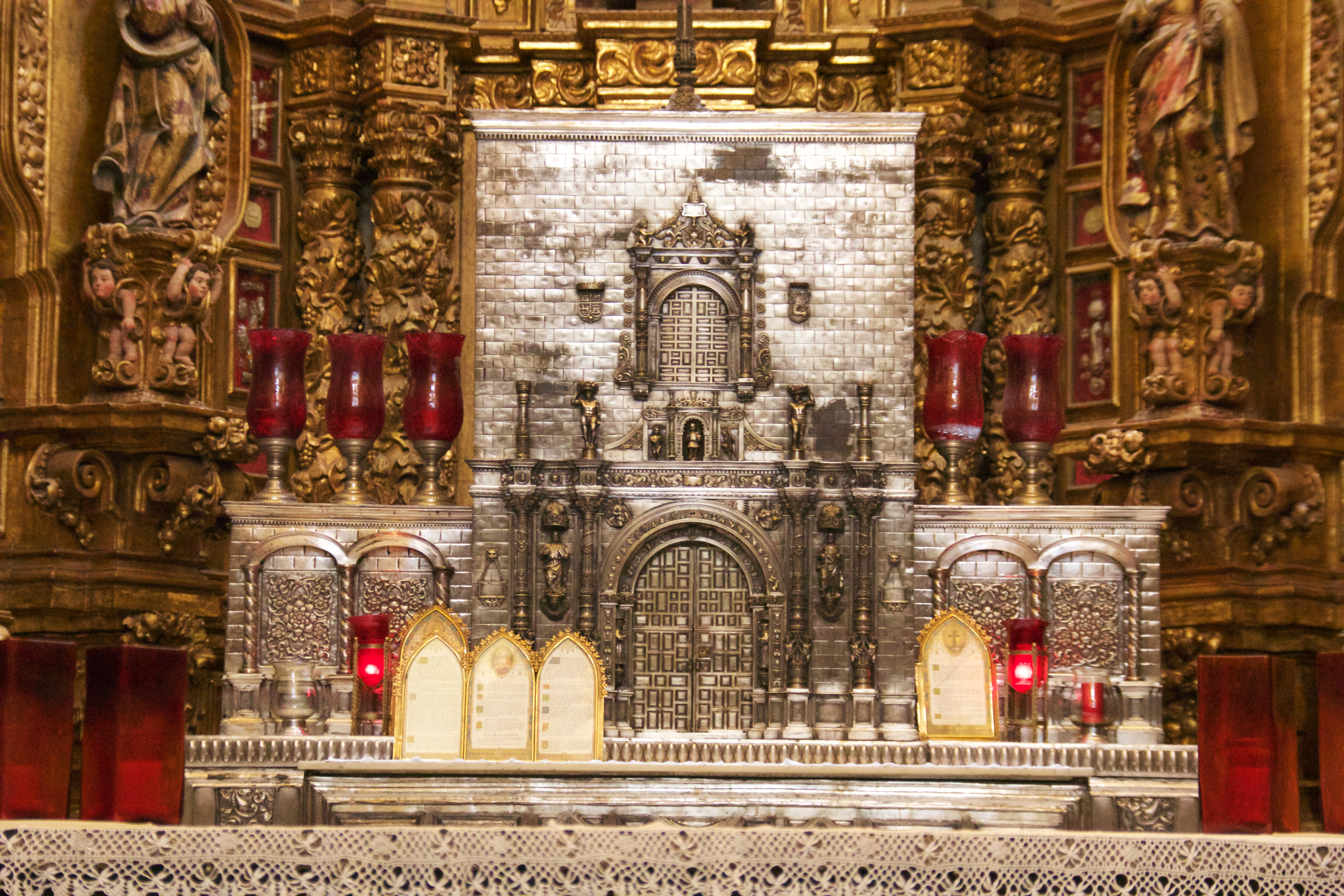
L'autel et le tabernacle en argent de la chapelle.
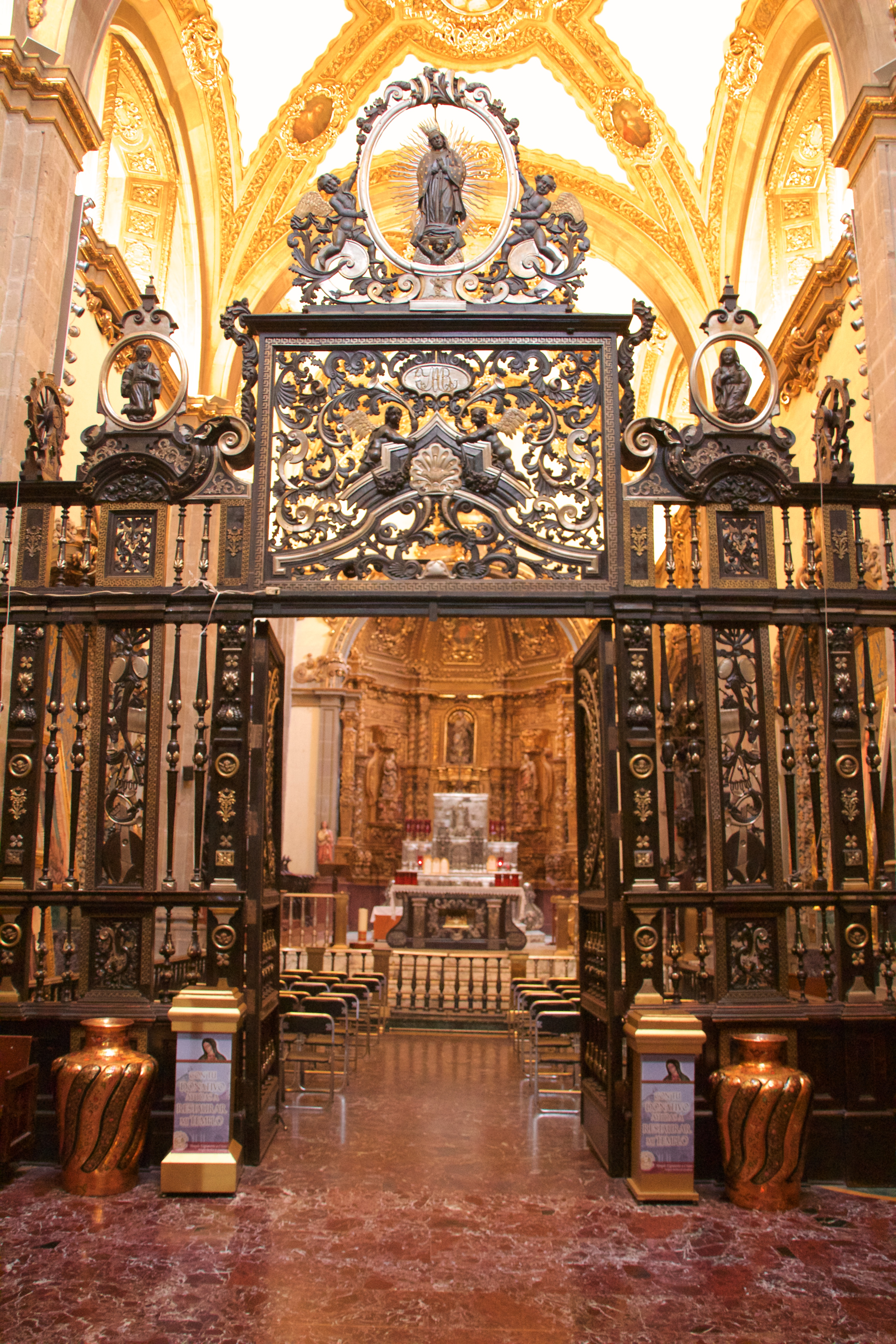
La grille de séparation, présente jadis dans l'église, aujourd'hui exposée dans la chapelle.
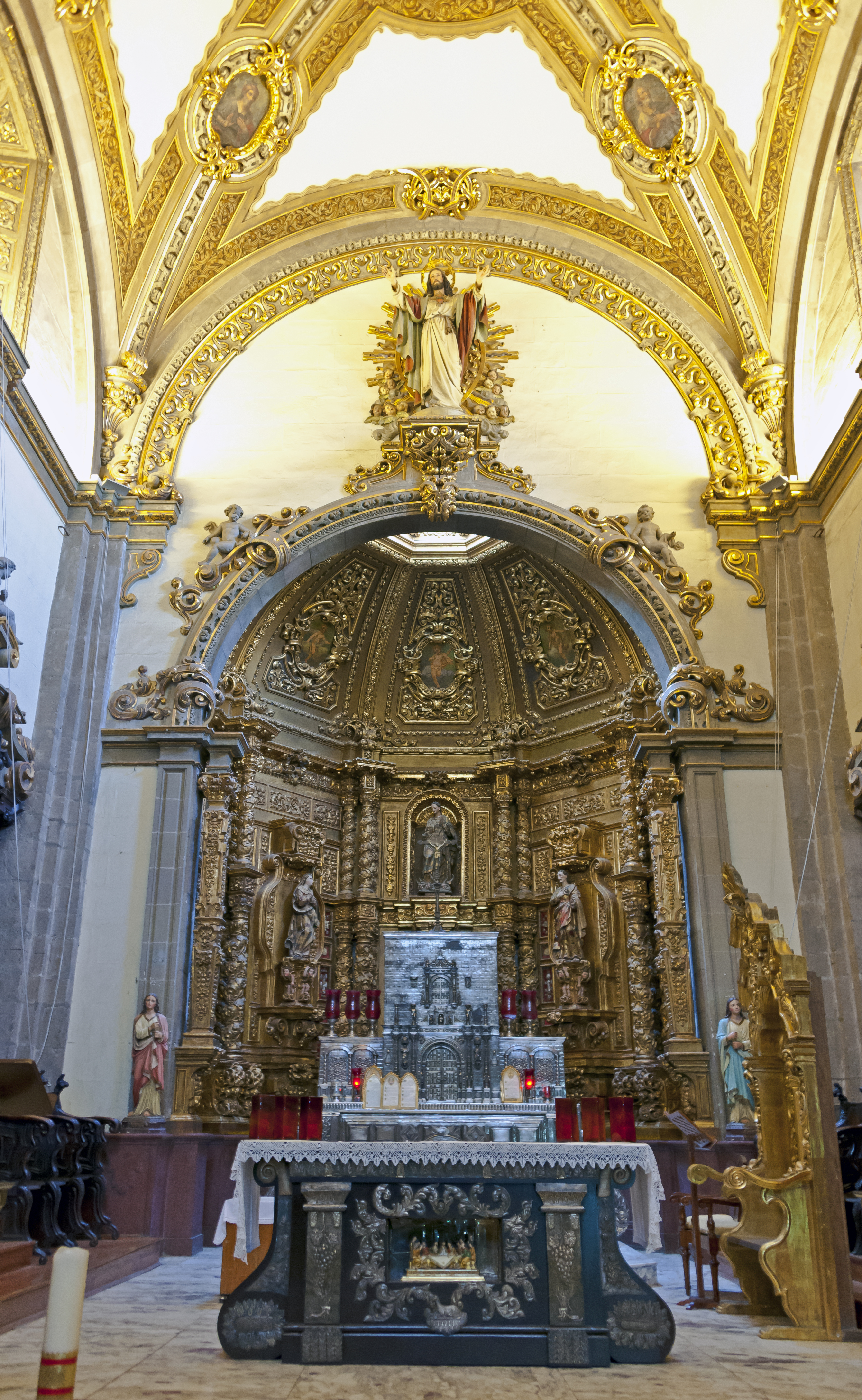
Vue de l'autel de la chapelle et du retable.
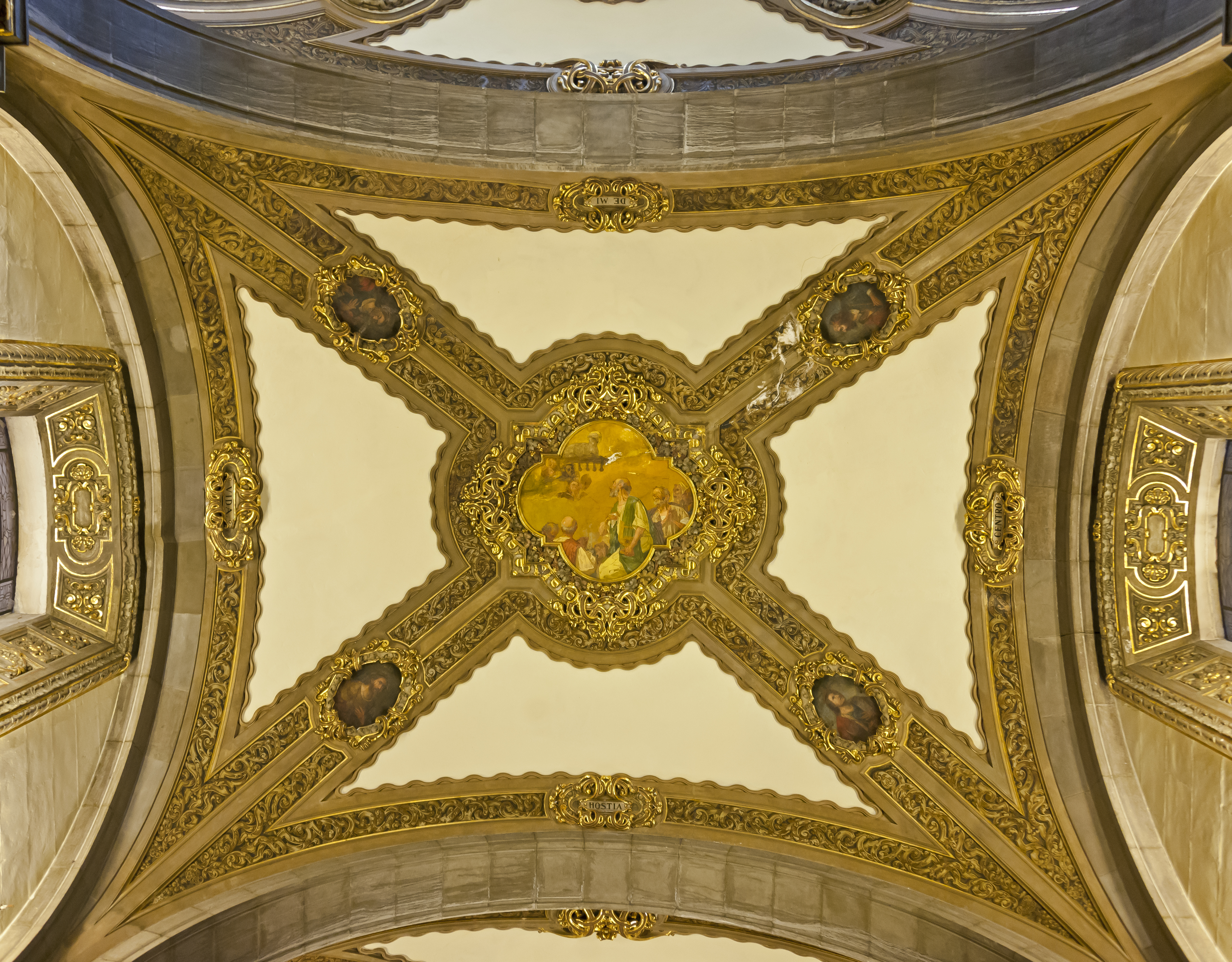
Le plafond de la chapelle.
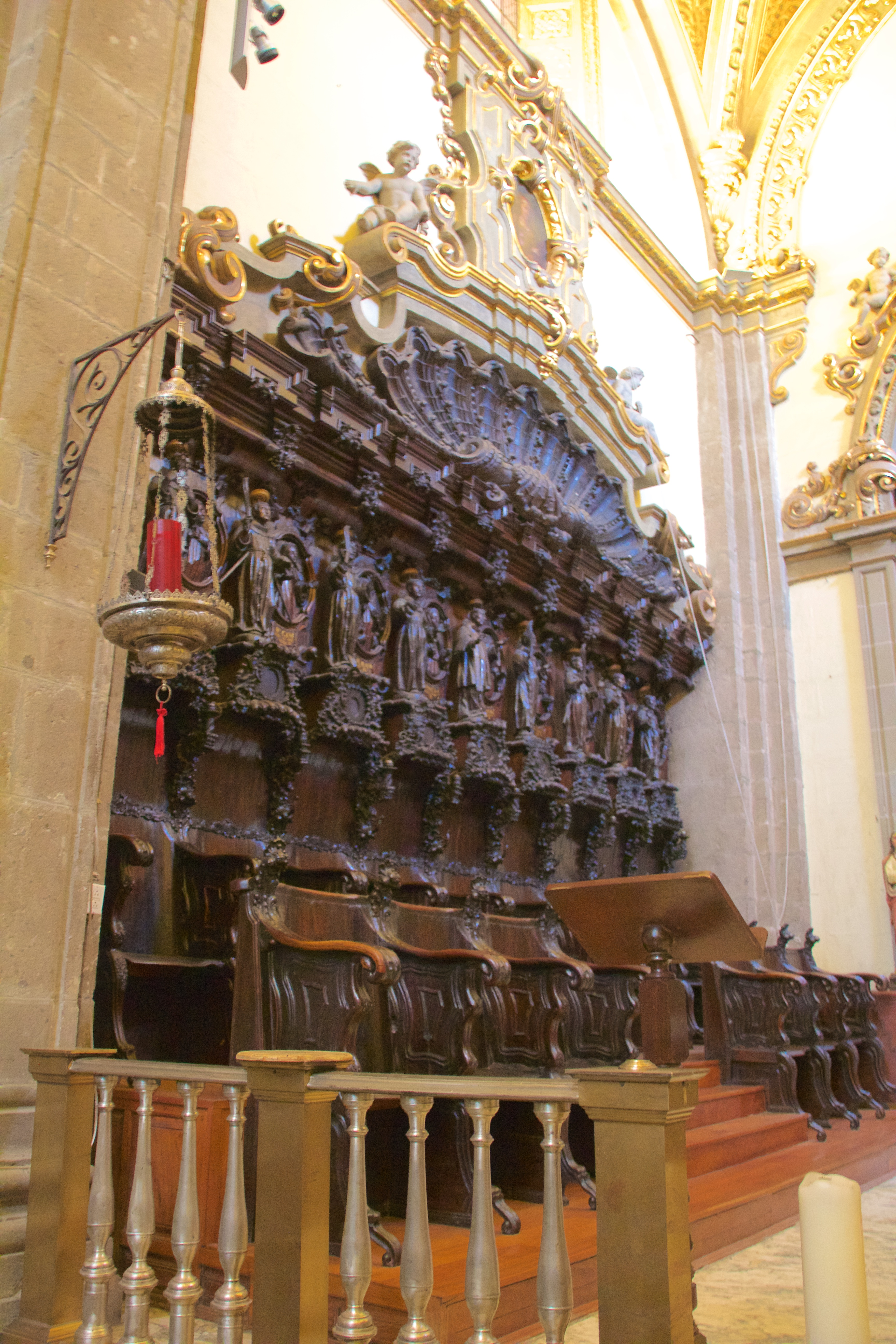
Les anciennes stalles du chapitre (sur les côtés de la chapelle).

## Source
- (es) Cet article est partiellement ou en totalité issu de l’article de Wikipédia en espagnol intitulé « Basílica de Santa María de Guadalupe » (voir la liste des auteurs).